# Bruno Delmas
 (juillet 2025).
Motif : où sont les sources secondaires centrées ?
- Archive Wikiwix
- Bing
- Cairn
- DuckDuckGo
- E. Universalis
- Gallica
- Google
- G. Books
- G. News
- G. Scholar
- Persée
- Qwant
- (zh) Baidu
- (ru) Yandex
- (wd) trouver des œuvres sur Wikidata

| 1. | Préciser le motif de la pose du bandeau. | Précisez le motif de la pose du bandeau en utilisant la syntaxe suivante : {{admissibilité à vérifier\|date=août 2025\|motif=remplacez ce texte par le motif}}                    |
| 2. | Informer les utilisateurs concernés.     | Pensez à avertir le créateur de l'article, par exemple, en insérant le code ci-dessous sur sa page de discussion : {{subst:avertissement admissibilité à vérifier\|Bruno Delmas}} |

Pour les articles homonymes, voir Delmas.
Bruno Delmas est un archiviste et historien français né le 23 septembre 1941 à Montpellier.

## Biographie
Bruno Delmas est le fils de l'anatomiste André Delmas.
Élève de l'École nationale des chartes, il y obtient le diplôme d'archiviste paléographe en 1966 avec une thèse intitulée Le chancelier Jacques Angeli et la médecine à Montpellier au milieu du xve siècle.
Il est nommé conservateur aux Archives nationales (1966-1971) puis participe à la coopération par l'intermédiaire de l'UNESCO, comme chargé de projet des Archives nationales de Côte d'Ivoire (1972-1973) puis responsable du centre de formation des archivistes de l'université de Dakar (1973-1976).
Il rentre en France en 1976 comme conservateur à la direction des archives de France. En 1977, il est élu professeur d'archivistique contemporaine à l'École nationale des chartes, où il termine sa carrière en 2007. 
En sus de cette charge, il exerce d'autres missions : il est notamment directeur de l'INTD de 1981 à 1996, responsable de la filière archives de l'Institut supérieur de documentation de Tunis (1982-1990), directeur des archives de l'INA (1997-2001).
Historien du document contemporain, il est membre (désormais honoraire) du Comité des travaux historiques et scientifiques (CTHS), dont il a été président de section : il y a créé le programme « France savante », prosopographie des membres de sociétés savantes aux XIXe et XXe siècles, dont il reste pendant près de vingt ans le directeur scientifique. Il a été membre du Conseil supérieur des archives (1988-2001) et a été élu membre de l'Académie des sciences d'outre-mer en 2007, dont il préside la première section.
Il est l'époux de l'archiviste Marie-Claude Bartoli.

## Publications
- La France et les Français en Russie. Nouvelles sources et approches (1815-1917), Paris, Publications de l’École nationale des chartes, 2011, 628 p. (Directeur avec Annie Charon et Armelle Le Goff, ouvrage collectif).

## Décorations
- Chevalier de la Légion d'honneur (2009)[6] ;
- Chevalier de l'ordre national du Mérite ;
- Officier de l'ordre des Palmes académiques ;
- Chevalier de l'ordre des Arts et des Lettres.